# Thomas P. O’Neill

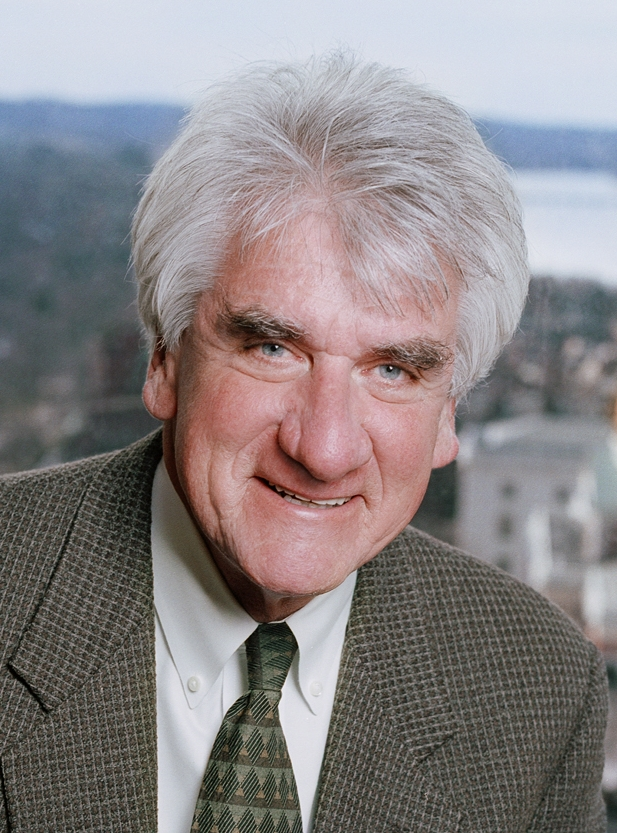
Thomas P. O’Neill

Thomas Phillip O’Neill III  (* 20. September 1944 in Cambridge, Massachusetts) ist ein US-amerikanischer Politiker. Zwischen 1975 und 1983 war er Vizegouverneur des Bundesstaates Massachusetts.

## Werdegang
Thomas O’Neill ist der Sohn von Tip O’Neill (1912–1994), dem langjährigen Sprecher des US-Repräsentantenhauses. Er besuchte die North Cambridge Catholic High School und das Boston College. Dann absolvierte er die der  Harvard University angegliederte Kennedy School of Government. Politisch schloss er sich der Demokratischen Partei an. In den Jahren 1973 und 1974 saß er als Abgeordneter im Repräsentantenhaus von Massachusetts. Im August 1980 nahm er als Delegierter an der Democratic National Convention in New York City teil, auf der Präsident Jimmy Carter zur dann erfolglosen Wiederwahl nominiert wurde.
1974 wurde O’Neill an der Seite von Michael Dukakis zum Vizegouverneur von Massachusetts gewählt. Dieses Amt bekleidete er nach einer Wiederwahl zwischen 1975 und 1983. Dabei war er Stellvertreter des Gouverneurs. Seit 1979 diente er unter dem neuen Gouverneur Edward J. King. Nach seiner Zeit als Vizegouverneur arbeitete er in der Public-Relations-Branche. Er war Präsident der Firma Bay State Investors  und dann Vorstandsvorsitzender seiner eigenen Firma O’Neill and Associates.